# Brestnik, Plovdiv
Brestnik (în bulgară Брестник) este un sat în comuna Rodopi, regiunea Plovdiv,  Bulgaria. 

## Demografie
Componența etnică a satului Brestnik
     Bulgari (68,52%)
     Turci (1,76%)
     Nicio identificare (29,55%)
     Altele (0,32%)
La recensământul din 2011, populația satului Brestnik era de 1.868 locuitori. Din punct de vedere etnic, majoritatea locuitorilor (68,52%) erau bulgari, cu o minoritate de turci (1,76%). Pentru 29,55% din locuitori nu este cunoscută apartenența etnică.